# Modena Calcio 1938-1939
Questa voce raccoglie le informazioni riguardanti il Modena Calcio nelle competizioni ufficiali della stagione 1938-1939.

## Organigramma societario
Area direttiva
- Presidente:  Beppe Nino Banzi

Area tecnica
- Allenatore: Umberto Caligaris

## Divise
| 1ª divisa |

## Rosa
| N. |                   | Ruolo | Calciatore                   |
| -- | ----------------- | ----- | ---------------------------- |
|    | Italia (bandiera) | P     | Vittorio Mosele              |
|    | Italia (bandiera) | P     | Guido Sellan                 |
|    | Italia (bandiera) | P     | Lucidio Sentimenti (IV)      |
|    | Italia (bandiera) | D     | Nereo Marini                 |
|    | Italia (bandiera) | D     | Raggio Montanari             |
|    | Italia (bandiera) | D     | Luigi Gioacchino Nebbia (II) |
|    | Italia (bandiera) | D     | Adelmo Toffanetti            |
|    | Italia (bandiera) | D     | Renato Vignolini             |
|    | Italia (bandiera) | C     | Giovanni Braga               |
|    | Italia (bandiera) | C     | Spartaco Bulgarelli          |
|    | Italia (bandiera) | C     | Marino Cavazzuti             |
|    | Italia (bandiera) | C     | Bruno Dugoni                 |

| N. |                   | Ruolo | Calciatore                |
| -- | ----------------- | ----- | ------------------------- |
|    | Italia (bandiera) | C     | Astro Galli               |
|    | Italia (bandiera) | C     | Dino Gifford              |
|    | Italia (bandiera) | C     | Giordano Malagoli (I)     |
|    | Italia (bandiera) | C     | Luigi Nebbia              |
|    | Italia (bandiera) | C     | Franco Scaramelli         |
|    | Italia (bandiera) | C     | Vittorio Sentimenti (III) |
|    | Italia (bandiera) | C     | Luigi Uneddu              |
|    | Italia (bandiera) | A     | Pietro Bazan              |
|    | Italia (bandiera) | A     | Antonio Carnevali         |
|    | Italia (bandiera) | A     | Giordano Colaussi (II)    |
|    | Italia (bandiera) | A     | Alfredo Notti             |
|    | Italia (bandiera) | A     | Otello Zironi (I)         |

## Risultati

### Serie A

#### Girone d'andata
| Arbitro: | Gamba (Pozzuoli) |

|                              |           |                                     |
| Sentimenti III 18’ Notti 44’ | Marcatori | 24’ Peretti 48’ Gabardo 79’ Bollano |

| Arbitro: | Ciamberlini (Sampierdarena) |

|                   |           |               |
| Gifford 5’ (aut.) | Marcatori | 21’ Montanari |

| Arbitro: | Bertolio (Torino) |

|                      |           |  |
| Nebbia II 59’ (rig.) | Marcatori |  |

| Arbitro: | Mattea (Torino) |

|                                        |           |                      |
| Rosellini 26’ Azimonti 30’ Dossena 48’ | Marcatori | 51’ (rig.) Nebbia II |

| Arbitro: | Curradi (Firenze) |

|                                         |           |                        |
| Ferrero 2’, 17’ (rig.), 49’ Vallone 31’ | Marcatori | 42’ Notti 80’ Zironi I |

| Arbitro: | Ciamberlini (Sampierdarena) |

|                           |           |  |
| Montanari 7’ Zironi I 74’ | Marcatori |  |

| Arbitro: | Conticini (Firenze) |

|  |           |               |
|  | Marcatori | 47’ Montanari |

| Arbitro: | Mattea (Torino) |

|                    |           |                 |
| Sentimenti III 75’ | Marcatori | 24’ Ferraris II |

| Arbitro: | Pizziolo (Firenze) |

|                                                                     |           |            |
| Scarabello 13’ (rig.), 51’ Lazzaretti 22’ Morselli 28’ Sardelli 82’ | Marcatori | 80’ Uneddu |

| Arbitro: | Ceccherini (Como) |

|  |           |                           |
|  | Marcatori | 48’ Grossi 81’ Cappellini |

| Arbitro: | Gnocchini (Roma) |

|              |           |  |
| Angelini 36’ | Marcatori |  |

| Arbitro: | Dattilo (Roma) |

|           |           |              |
| Bazan 37’ | Marcatori | 9’ Reguzzoni |

| Arbitro: | Soliani (Genova) |

|                         |           |                    |
| Busani 21’ Camolese 58’ | Marcatori | 88’ Sentimenti III |

| Arbitro: | Moretti (Genova) |

|               |           |           |
| Carnevali 76’ | Marcatori | 81’ Galli |

| Arbitro: | Mazza (Torre del Greco) |

|                |           |  |
| Boffi 67’, 82’ | Marcatori |  |

#### Girone di ritorno
| Arbitro: | Scarpi (Dolo) |

|                      |           |  |
| Bodini II 26’ (rig.) | Marcatori |  |

| Arbitro: | Barlassina (Novara) |

|                        |           |  |
| Bazan 36’ Zironi I 75’ | Marcatori |  |

| Trieste 12 febbraio 1939 | Triestina                   | 0 – 0 | Modena | Stadio Littorio (6 000 spett.)\| Arbitro: \| Ciamberlini (Sampierdarena) \| |
| Arbitro:                 | Ciamberlini (Sampierdarena) |       |        |                                                                             |

| Arbitro: | Scarpi (Dolo) |

|  |           |           |
|  | Marcatori | 89’ Colli |

| Arbitro: | Salvatori (Roma) |

|  |           |                    |
|  | Marcatori | 54’ (rig.) Allasio |

| Arbitro: | Moretti (Genova) |

|  |           |              |
|  | Marcatori | 83’ Zironi I |

| Arbitro: | Tonnetti (Roma) |

|                    |           |           |
| Carnevali 65’, 76’ | Marcatori | 71’ Rocco |

| Arbitro: | Mazza (Torre del Greco) |

|                                      |           |                |
| Frossi 18’, 74’, 77’ Ferraris II 81’ | Marcatori | 38’, 83’ Bazan |

| Modena 2 aprile 1939 | Modena               | 0 – 0 | Genova 1893 | Stadio Cesare Marzari (10 000 spett.)\| Arbitro: \| Dellarole (Vercelli) \| |
| Arbitro:             | Dellarole (Vercelli) |       |             |                                                                             |

| Arbitro: | Ciamberlini (Sampierdarena) |

|         |           |  |
| Duè 29’ | Marcatori |  |

| Arbitro: | Barlassina (Novara) |

|                              |           |                       |
| Montanari 28’ Notti 84’, 90’ | Marcatori | 5’ Arcari IV 70’ Neri |

| Arbitro: | Soliani (Genova) |

|             |           |                    |
| Sansone 77’ | Marcatori | 25’ Sentimenti III |

| Arbitro: | Mazza (Torre del Greco) |

|                                                         |           |  |
| Montanari 48’ Bazan 53’ Zironi I 70’ Sentimenti III 86’ | Marcatori |  |

| Novara 21 maggio 1939 | Novara        | 0 – 0 | Modena | Stadio Littorio\| Arbitro: \| Scarpi (Dolo) \| |
| Arbitro:              | Scarpi (Dolo) |       |        |                                                |

| Arbitro: | Saracini (Ancona) |

|                         |           |                        |
| Dugoni 28’ Zironi I 42’ | Marcatori | 22’ Antonini 47’ Boffi |

### Coppa Italia

#### Sedicesimi di finale
| Arbitro: | Bertolio (Torino) |

|                                           |           |                        |
| Sentimenti III 29’, 104’ (rig.) Notti 32’ | Marcatori | 22’ Cappellini 72’ Duè |

#### Ottavi di finale
| Arbitro: | Pirovano (Monza) |

|                                            |           |  |
| Bedendo 76’ (aut.) Sentimenti III 86’, 90’ | Marcatori |  |

#### Quarti di finale
| Arbitro: | Scotto (Savona) |

|                                                  |           |  |
| Borrini 14’ Marchionneschi 43’ Marini 46’ (aut.) | Marcatori |  |

## Statistiche

### Statistiche di squadra
| Competizione | Punti | In casa | In casa | In casa | In casa | In casa | In casa | In trasferta | In trasferta | In trasferta | In trasferta | In trasferta | In trasferta | Totale | Totale | Totale | Totale | Totale | Totale | DR |
| Competizione | Punti | G       | V       | N       | P       | Gf      | Gs      | G            | V            | N            | P            | Gf           | Gs           | G      | V      | N      | P      | Gf     | Gs     | DR |
| ------------ | ----- | ------- | ------- | ------- | ------- | ------- | ------- | ------------ | ------------ | ------------ | ------------ | ------------ | ------------ | ------ | ------ | ------ | ------ | ------ | ------ | -- |
| Serie A      | 25    | 15      | 6       | 5       | 4       | 21      | 15      | 15           | 2            | 4            | 9            | 11           | 25           | 30     | 8      | 9      | 13     | 32     | 40     | -8 |
| Coppa Italia |       | 2       | 2       | 0       | 0       | 6       | 2       | 1            | 0            | 0            | 1            | 0            | 3            | 3      | 2      | 0      | 1      | 6      | 5      | +1 |
| Totale       | -     | 17      | 8       | 5       | 4       | 27      | 17      | 16           | 2            | 4            | 10           | 11           | 28           | 33     | 10     | 9      | 14     | 38     | 45     | -7 |

### Statistiche dei giocatori[2]
| Giocatore           | Serie A  | Serie A | Coppa Italia | Coppa Italia | Totale   | Totale |
| Giocatore           | Presenze | Reti    | Presenze     | Reti         | Presenze | Reti   |
| ------------------- | -------- | ------- | ------------ | ------------ | -------- | ------ |
| P. Bazan            | 17       | 5       | 3            | 0            | 20       | 5      |
| G. Braga            | 28       | 0       | 2            | 0            | 30       | 0      |
| S. Bulgarelli       | -        | -       | 1            | 0            | 1        | 0      |
| A. Carnevali        | 9        | 3       | 1            | 0            | 10       | 3      |
| M. Cavazzuti        | -        | -       | 1            | 0            | 1        | 0      |
| G. Colaussi (II)    | 8        | 0       | 2            | 0            | 10       | 0      |
| B. Dugoni           | 22       | 1       | 2            | 0            | 24       | 1      |
| A. Galli            | 24       | 0       | 1            | 0            | 25       | 0      |
| D. Gifford          | 13       | 0       | 2            | 0            | 15       | 0      |
| G. Malagoli (I)     | 15       | 0       | -            | -            | 15       | 0      |
| N. Marini           | -        | -       | 2            | 0            | 2        | 0      |
| R. Montanari        | 23       | 5       | 2            | 0            | 25       | 5      |
| V. Mosele           | 16       | -18     | -            | -            | 16       | -18    |
| L.G. Nebbia (II)    | 15       | 2       | 2            | 0            | 17       | 2      |
| A. Notti            | 26       | 4       | 1            | 1            | 27       | 5      |
| F. Scaramelli       | 2        | 0       | 2            | 0            | 4        | 0      |
| G. Sellan           | 3        | -4      | -            | -            | 3        | -4     |
| L. Sentimenti (IV)  | 11       | -18     | 3            | -5           | 14       | -23    |
| V. Sentimenti (III) | 24       | 5       | 2            | 4            | 26       | 9      |
| A. Toffanetti       | 1        | 0       | -            | -            | 1        | 0      |
| L. Uneddu           | 13       | 1       | 2            | 0            | 15       | 1      |
| R. Vignolini        | 30       | 0       | 1            | 0            | 31       | 0      |
| O. Zironi (I)       | 30       | 6       | 1            | 0            | 31       | 6      |